# Curly Wee and Gussie Goose

Curly Wee and Gussie Goose est une série de bande dessinée anthropomorphique tous publics dessinée par l'Américain Robert Clibborn et écrite en vers par l'Écossaise Maud Budden.
Apparu en 1937 dans le quotidien Liverpool Echo, ce comic strip à succès a été diffusé par de nombreux autres titres de presse du monde britannique jusqu'à son arrêt en 1967. Des albums recueillant les strips ont également été régulièrement publiés.

## Historique
Count Curly Wee and Gussie Goose paraît pour la première fois le 21 septembre 1937 dans le quotidien Liverpool Echo. Ses créateurs sont le dessinateur Robert Clibborn, un Américain originaire de Philadelphie, et l'Écossaise Maud Budden, née Dora Magdalene Fraser, épouse du professeur d'architecture Lionel Bailey Budden et mère du musicologue Julian Budden,. Selon la tradition de la bande dessinée animalière tous publics d'alors, illustrée notamment par Rupert, ce comic strip associe quatre colonnes de texte versifié à quatre cases muettes en couleur.
Les aventures de l'élégant cochon Curly Wee et de son meilleur ami l'oie Gussie Goose connaissent rapidement le succès, ce qui leur vaut d'être diffusé dans de nombreux autres journaux du monde britannique et d'être repris en album. Dans les albums, les histoires sont remontées en deux fois deux cases.
La série est ainsi diffusée en Irlande par l'Irish Independent, qui en publie à partir de 1944 des recueils annuels à destination du lectorat local.
Curly Wee comptait parmi ses admirateurs le second président d'Égypte, Gamal Abdel Nasser, qui l'exempta de la censure qui toucha la plupart des productions britanniques à la suite de la crise du canal de Suez. John McGahern évoque dans son autobiographie le souvenir des aventures de l'oie et du cochon aristocrate qui portait des guêtres et un haut-de-forme dont il avait reçu l'album lors d'un Noël passé aux Barracks.